# Moralfare
Moralfare (på dansk også skjult handling eller moralrisiko efter engelsk moral hazard) beskriver det problem, der opstår, hvis to parter indgår en aftale om risikodeling, hvor den enes indsats vil påvirke sandsynlighedsfordelingen for udbyttet for den anden part. Et typisk eksempel er inden for forsikring, hvor agenten f.eks. ikke har interesse i at sørge for ordentlig brandsikring af sit hus, da det alligevel er forsikringsselskabet, der vil skulle betale skaden. Problemet opstår, fordi der er informationsasymmetri mellem de to parter, hvorfor det ikke er muligt for principalen at verificere agentens indsats, da indsatsen ikke nødvendigvis viser sig direkte på bundlinjen. Dermed vil det heller ikke være muligt at lave kontrakter med dette som basis.

## Fodnoter
1. 1 2  Holmström, 1979, s. 74
2. ↑  Arrow, 1963, s. 961